# ブライテンギュスバッハ
ブライテンギュスバッハ (ドイツ語: Breitengüßbach) は、ドイツ連邦共和国バイエルン州オーバーフランケン行政管区のバンベルク郡に属する町村（以下、本項では便宜上「町」と記述する）で、1100年に及ぶ長い歴史を持つ町。812年から830年の間の皇帝の文書中にすでにハルシュタットの皇帝領に属す "Gusibach"として言及されている。

## 歴史

### 名前の由来
名前の由来は、議論が分かれる。古い高地ドイツ語の"gunza"（=「注ぐ」）という言葉で、注ぎ込んでくる川を示したのかも知れない。しかし中心となるホーエンギュスバッハは小川に面してはおらず、GosbertやGötzが原型であるとする説もある。現在の表記が初めてなされたのは、1750年からである。19世紀半ばになって初めて法的に正当と認められた。

### 9世紀から17世紀
既述の通り、ブライテンギュスバッハは、9世紀の初め（812年頃）には"Gusibach"と呼ばれ、ハルシュタットの王直轄領に属していた。ハインリヒ2世は、1007年のバンベルク大司教区の創設に伴い、ギュスバッハを含む王領をバンベルクの教会領として寄贈した。この町は、13世紀の前半にはすでに独自の教会を持つようになり、1392年にハルシュタット小教区から分離され、独自の小教区が創設された。
1594年にはすでに村の構造ができあがっており、その後数世紀の間、その構造は替わらなかった。学校教師、鍛冶屋、理髪師、羊飼い、助産婦が村におり、賃雇いで仕事をしていた。村の集会所や村営の鍛冶屋、さらには公営浴場まであった。三十年戦争の時代、スウェーデン軍の攻撃で1633年2月8日にギュスバッハは瓦礫と灰燼に帰した。

### 18世紀から19世紀
1750年、現在の町の名前が初めて使用された。この町は、世俗化までバンベルク司教本部長に属した。1803年の帝国代表者会議主要決議によってバイエルン領となった。バイエルン王国の行政改革の時代、1818年の自治体令により現在の自治体が成立した。

### 20世紀から現在まで
第一次世界大戦は、町の景観や農村の構造をほとんど影響しなかった。第二次世界大戦もこの町に大きな損害を及ぼすことなく過ぎていった。
第二次世界大戦後、ゆっくりと、しかし確実に町の暮らしは変化していった。体育館が建設され、上下水道が設備され、浄水施設ができた。8年制の国民学校が開設され、スポーツセンターも開館した。大規模な商業施設ができた。近郊型の保養施設も整備された。こうした設備は活気ある町作りに貢献している。

## 町の構成
1972年の市町村再編でホーエンギュスバッハが、1978年にはウンターオーベルンドルフとチュックスフートが、ブライテンギュスバッハに合併した。
ブライテンギュスバッハは、小規模中心都市となった。市中心部にあったかつての学校を1979年に改装した市庁舎は近代的な行政管理を行っている。
人口は、約4,700人が暮らしているが、近い将来5,000人台になると考えられている。最近10年間ほどの人口上昇は、今後も継続することが予想されている。

### 自治体の構成
この町は、公式には5つの地区 (Ort) からなる。このうち孤立農場などを除く集落を以下に列記する。
- ブライテンギュスバッハ
- ホーエンギュスバッハ
- ウンターオーベルンドルフ
- チュックスフート

## 紋章
銀地に、青いベスト、青い膝下までのズボン、赤いシャツ、赤いハイソックス、黒い帽子を身につけ、右手に赤いバンドの付いた黒い杖を握った農夫が描かれている。彼の左側面は赤に金色の横帯が入り、銀のポールがその一部を覆っている。
杖を持った農夫の町章が定められたのは1796年に遡る。この人物はおそらく、村の判事かあるいは村長であったと推測される。側面の模様は、ブライテンギュスバッハを治めた貴族家で15世紀に断絶したグスバッハ家の紋章である。

## 交通

### 道路
ブライテンギュスバッハは、ハンブルクとニュルンベルクとを結ぶ連邦道B4号に面している。この他に連邦道B173号（フランケン高速道路）、州道2197号、連邦道B279号が町を通っている。

### 鉄道
ブライテンギュスバッハ駅で、かつてのルートヴィヒ南北鉄道の一部をなしていたニュルンベルク - リヒテンフェルス線からブライテンギュスバッハ - エーベルン - マロルツヴァイザッハ線が分岐する。

## 引用
1. ↑  https://www.statistikdaten.bayern.de/genesis/online?operation=result&code=12411-003r&leerzeilen=false&language=de Genesis-Online-Datenbank des Bayerischen Landesamtes für Statistik Tabelle 12411-003r Fortschreibung des Bevölkerungsstandes: Gemeinden, Stichtag (Einwohnerzahlen auf Grundlage des Zensus 2011)
2. ↑  Bayerische Landesbibliothek Online